# Dimetilanilin monooksigenaza (formiranje N-oksida)
Dimetilanilin monooksigenaza (formiranje -oksida) (EC 1.14.13.8, dimetilanilinska oksidaza, dimetilanilinska N-oksidaza, monooksigenaza koja sadrži FAD, N,N-dimetilanilinska monooksigenaza, DMA oksidaza, flavinska oksidaza mešovite funkcije, Ziglerov enzim, aminska oksidaza mešovite funkcije, FMO, FMO-I, FMO-II, FMO1, FMO2, FMO3, FMO4, FMO5, flavinska monooksigenaza, metilfeniltetrahidropiridinska N-monooksigenaza, 1-metil-4-fenil-1,2,3,6-tetrahidropiridin:kiseonik N-oksidoreduktaza, dimetilanilinska monooksigenaza (formira N-oksid)) je enzim sa sistematskim imenom N,N-dimetilanilin,NADPH:kiseonik oksidoreduktaza (formira N-oksid). Ovaj enzim katalizuje sledeću hemijsku reakciju
-dimetilanilin + NADPH + H+ + O2 {\displaystyle \rightleftharpoons } -dimetilanilin N-oksid + NADP+ + 2O
Ovaj enzim je flavoprotein. Postoji širok spektar monooksigenaza koje mogu da deluju na znatno različite suptrate, kao što su hidrazini, fosfini, jedinjenja bora, sulfidi, selenidi, jodidi, kao i primarni, sekundarni i tercijarni amini. Ovaj enzim se razlikuje od drugih monooksigenaza po tome što formira relativno stabilne hidroperoksi flavinske intermedijere.

## Literatura
- Nicholas C. Price; Lewis Stevens (1999). Fundamentals of Enzymology: The Cell and Molecular Biology of Catalytic Proteins (Third изд.). USA: Oxford University Press. ISBN 019850229X.
- Eric J. Toone (2006). Advances in Enzymology and Related Areas of Molecular Biology, Protein Evolution (Volume 75 изд.). Wiley-Interscience. ISBN 0471205036.
- Branden C; Tooze J. Introduction to Protein Structure. New York, NY: Garland Publishing. ISBN 0-8153-2305-0.
- Irwin H. Segel. Enzyme Kinetics: Behavior and Analysis of Rapid Equilibrium and Steady-State Enzyme Systems (Book 44 изд.). Wiley Classics Library. ISBN 0471303097.

## Spoljašnje veze
- Flavin-containing+monooxygenase на 